# Caviomorfs
Els caviomorfs (Caviomorpha) són un grup nombrós de rosegadors del subordre dels histricomorfs, originaris de les Amèriques. El capibara, el rosegador més gros del món, pertany a aquest grup.

## Classificació taxonòmica
- Superfamília Cavioidea
  - Família Caviidae
  - Família Cuniculidae
  - Família Dasyproctidae
  - Família Eocardiidae †
- Superfamília Chinchilloidea
  - Família Chinchillidae
  - Família Dinomyidae
  - Família Heptaxodontidae †
  - Família Neoepiblemidae †
- Superfamília Erethizontoidea
  - Família Erethizontidae
- Superfamília Octodontoidea
  - Família Abrocomidae
  - Família Capromyidae
  - Família Ctenomyidae
  - Família Echimyidae
  - Família Myocastoridae
  - Família Octodontidae